# Escudo de la Región de Murcia
El escudo de la Región de Murcia fue oficializado en el artículo cuarto del Estatuto de Autonomía de la Región de Murcia, aprobado por ley orgánica en 1982.

## Blasón
El diseño del escudo partió de su primera descripción oficial, que remitía al de la bandera y establecía lo siguiente:

Estatuto de Autonomía de la Región de Murcia:
«Artículo 4.º
Uno. La bandera de la Región de Murcia es rectangular y contiene cuatro castillos almenados en oro, en el ángulo superior izquierdo distribuidos de dos en dos, y siete coronas reales en el ángulo inferior derecho, dispuestas en cuatro filas, con uno, tres, dos y un elementos, respectivamente, todo ello sobre fondo rojo carmesí o cartagena.

Dos. El escudo tendrá los mismos símbolos y distribución que la bandera, con la corona real.»

Dada la imprecisión de algunos detalles para el correcto blasonamiento heráldico, se aprobó el 8 de junio de 1983 el siguiente Decreto:

Decreto 34/1983:

«Artículo 1.º
La Región de Murcia tiene escudo propio, de acuerdo con lo que establece el Artículo 4.2 del Estatuto de Autonomía, cuya descripción en términos heráldicos es la siguiente:
Escudo raso, de perfil español.
Campo rojo o de gules.
En el cantón diestro del Jefe, cuatro castillos en oro formados de dos en dos, a modo de cuadrado.
En el cantón izquierdo de la punta, siete coronas de oro dispuestas en cuatro filas horizontales, de una, tres, dos y una, respectivamente.

Sobre el Escudo, Corona Real, por ser Murcia antiguamente Reino.»

Los castillos son cuatro, simbolizando el carácter fronterizo del antiguo Reino de Murcia y las cuatro fronteras que dispuso en algún momento de su historia. Las siete coronas constituyen el blasón histórico del Reino de Murcia, dispuestas en cuatro filas, con uno, tres, dos y un elementos, respectivamente; todo ello sobre fondo rojo carmesí o Cartagena.

## Diseño oficial
El diseño oficial es el utilizado habitualmente por las instituciones autonómicas murcianas, si bien coexiste con un diseño simplificado del mismo usado por el gobierno regional dentro de su identidad corportativa.

Diseño oficial del escudo de la Región de Murcia.
Diseño simplificado o logotipado.

## Diseño heráldico
El diseño oficial no se ajusta completamente al blasón oficial, que comete a su vez algunos errores en la corrección de la descripción heráldica.
El blasonado no especifica que los castillos sean abiertos, en cuyo caso la puerta y ventanas son de un esmalte diferente, habitualmente azur, y su diseño debería incluir al menos un par de ventanas.
Las proporciones de los elementos son erróneas, en tanto que se especifica que los muebles heráldicos se inscriben en cantones y no en cuatro cuarteles; es decir, que el campo del escudo se debe subdividir en nueve sectores proporcionales, y que además deberían especificarse como cosidos.
El blasonado especifica un perfil español del escudo, lo que significa un cierre inferior del perfil del escudo en forma semicircular. Además, el diseño oficial muestra una filiera de oro que no viene definida en la descripción del blasón.
Finalmente, el diseño de la corona real (cerrada) olvida un elemento importante: el bonete de gules, habitualmente representado en la heráldica española.
El diseño simplificado aprobado en 2008 se ajusta algo más al blasón oficial.

Diseño heráldico más correcto del escudo, acorde al blasonado oficial.

## Escudo de la Diputación provincial
La Diputación Provincial de Murcia aprobó oficialmente el uso de un escudo, que venía utilizando con anterioridad, desde el 12 de julio de 1976. A la vez que el escudo, se aprobaba una bandera azul cobalto, que mostraba en su centro el escudo provincial, que se componía de nueve cuarteles, representativos de los blasones de Caravaca de la Cruz, Cartagena, Cieza, Lorca, Murcia, Mula, Totana, La Unión y Yecla, estando coronado de una corona real cerrada. Dicho escudo fue oficial hasta la aprobación de los nuevos símbolos territoriales como comunidad autónoma, el 9 de agosto de 1982.

Reconstrucción del escudo de la antigua Diputación Provincial.

## Históricos

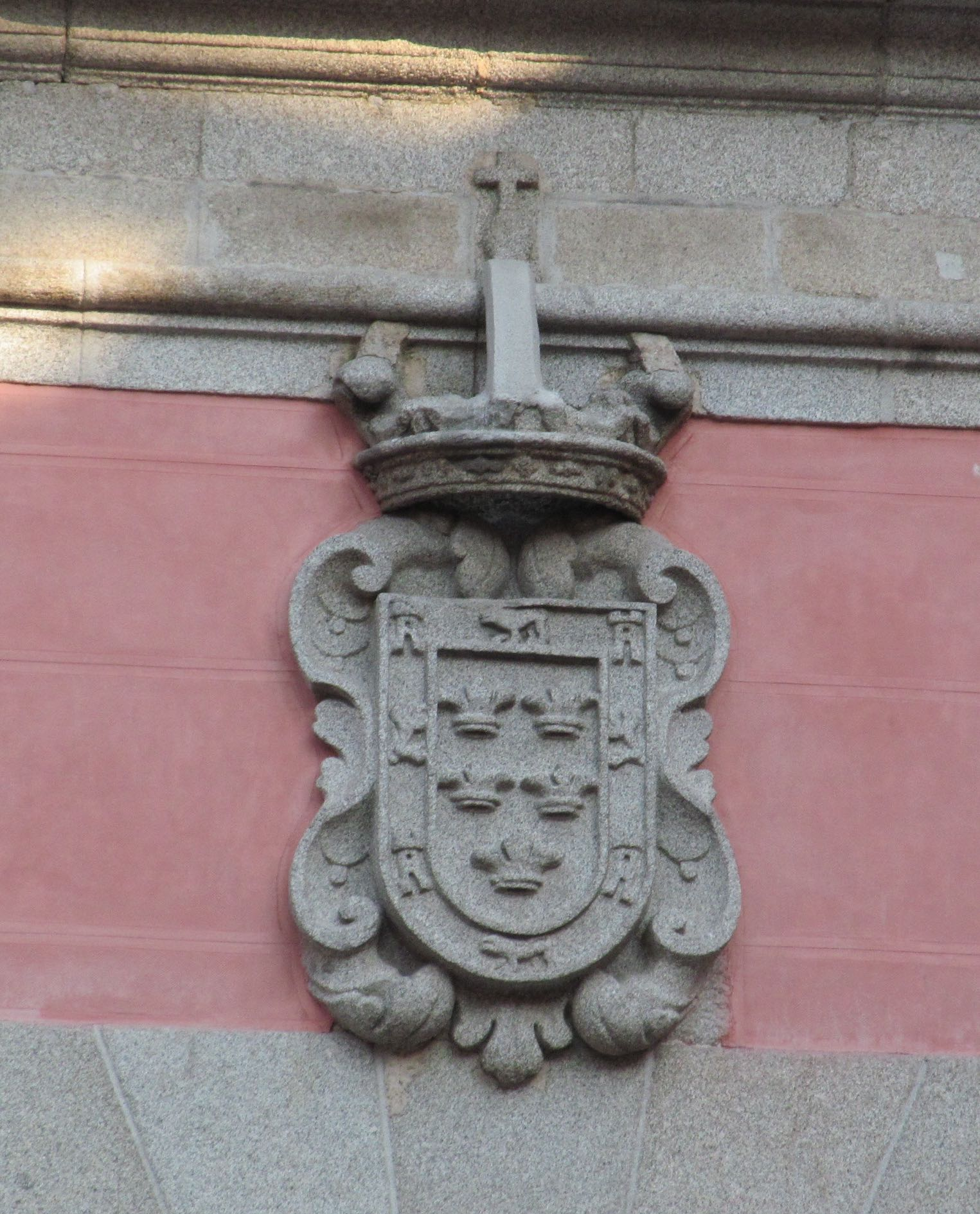
Escudo del reino de Murcia, labrado en piedra en el actual Museo de Historia de Madrid (España)
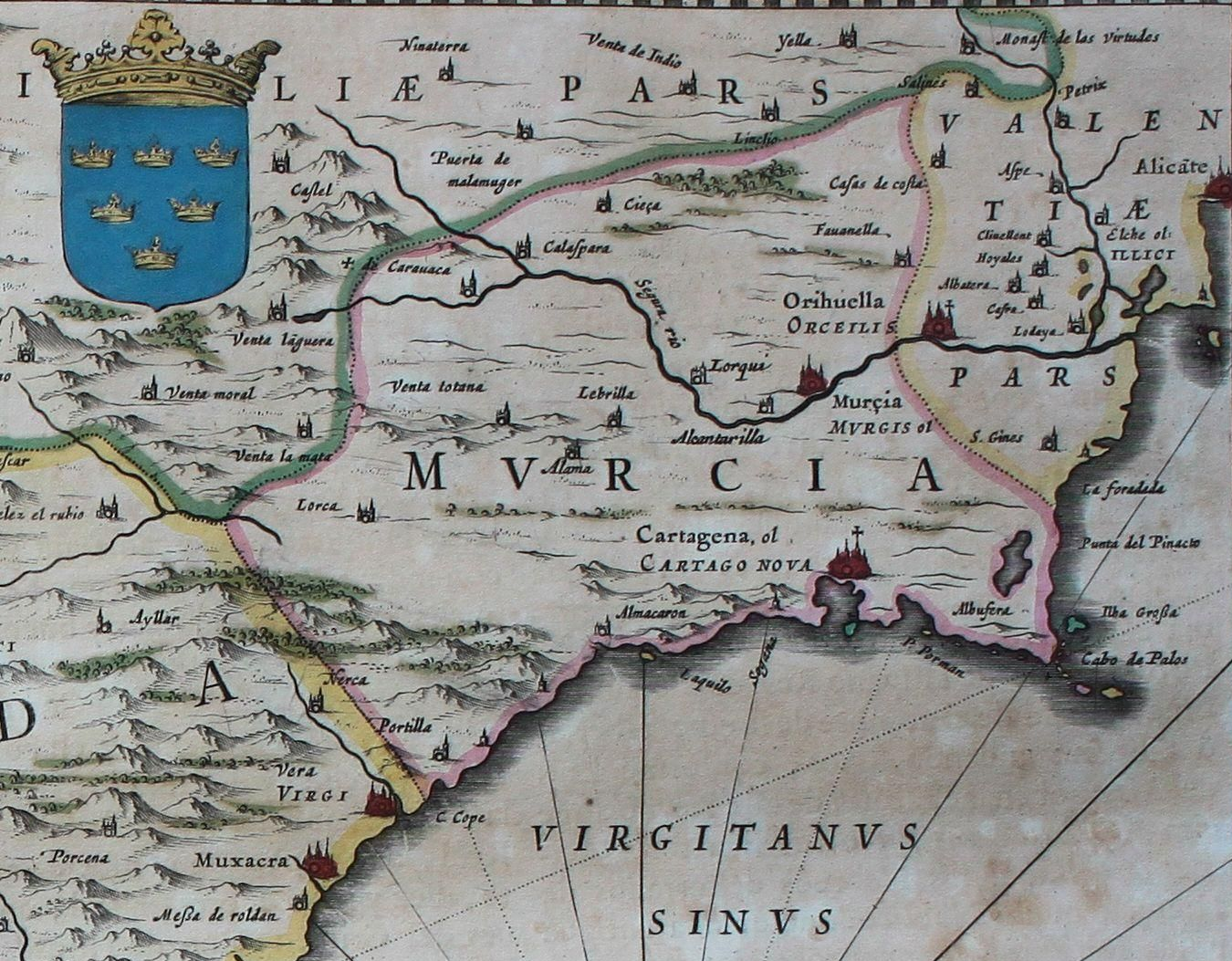
Mapa del Reino de Murcia (1659). En el cuadrante superior izquierdo aparece el blasón del reino en fondo azul